# Iringa
Iringa er en by i den centrale del af Tanzania, med et indbyggertal (pr. 2004) på cirka 113.000. Byen er hovedstad i en region af samme navn.
Byen ligger lidt over 1.500 meter over havet, og blev grundlagt i 1890'erne af tyskerne som udgangspunkt for forsvaret mod det daværende oprør i  området af hehestammen. Iringa er et knudepunkt for trafikken til og fra Dar es-Salaam i mod øst, Dodoma i nord og Mbeya i sydvest. 